# Borosenii Noi
Borosenii Noi est un village du district de Rîșcani, en Moldavie. Le village est administré par Eugeniu Rîbac et compte 1 537 habitants en 2014.